# NGC 2449
NGC 2449 è una galassia a spirale situata nella costellazione dei Gemelli, a una distanza di circa 244 milioni di anni luce dalla nostra Via Lattea.

## Scoperta
La galassia è stata scoperta il 18 gennaio 1874 dall'astronomo francese Édouard Stephan.

## Descrizione
NGC 2449 ha una classe di luminosità I-II e presenta una larga riga a 21 cm dell'idrogeno neutro.
Il database SIMBAD la classifica come galassia LINER, cioè una galassia il cui nucleo presenta uno spettro di emissione caratterizzato da larghe righe di atomi debolmente ionizzati.